# نويل بوب
نويل بوب (بالإنجليزية: Noel Francis Pope)‏ هو مجدف نيوزيلندي، ولد في 3 أكتوبر 1907 في Havelock, New Zealand ‏ في نيوزيلندا، وتوفي في 18 سبتمبر 1999.

## وصلات خارجية
- نويل بوب على موقع الاتحاد الدولي للتجديف (الإنجليزية)
- نويل بوب على موقع أوليمبيديا (الإنجليزية)
- نويل بوب على موقع اللجنة الأولمبية النيوزيلندية (الإنجليزية)